# Кубок Латвії з футболу серед жінок
Кубок Латвії з футболу серед жінок (латис. Sieviešu futbola kauss) — щорічне змагання для латвійських жіночих футбольних клубів, що проводиться Латвійською футбольною федерацією.

## Формат
Турнір проходить у формі плей-оф на виліт.

## Фіналісти
| Season | Champion | Result | Runner-Up                         |
| ------ | -------- | ------ | --------------------------------- |
| 2014   | РФШ      | 5-1    | «Лієпая»                          |
| 2015   | РФШ      | 5-1    | «Лієпая»                          |
| 2016   | РФШ      | 8-0    | «Резекнес БЙСС - ВРС Оптімістс-Р» |
| 2017   | РФШ      | 4-2    | «Лієпая»                          |
| 2018   | РФШ      | 4-2    | «Лієпая»                          |
| 2019   |          |        |                                   |